# Benbow Bullock

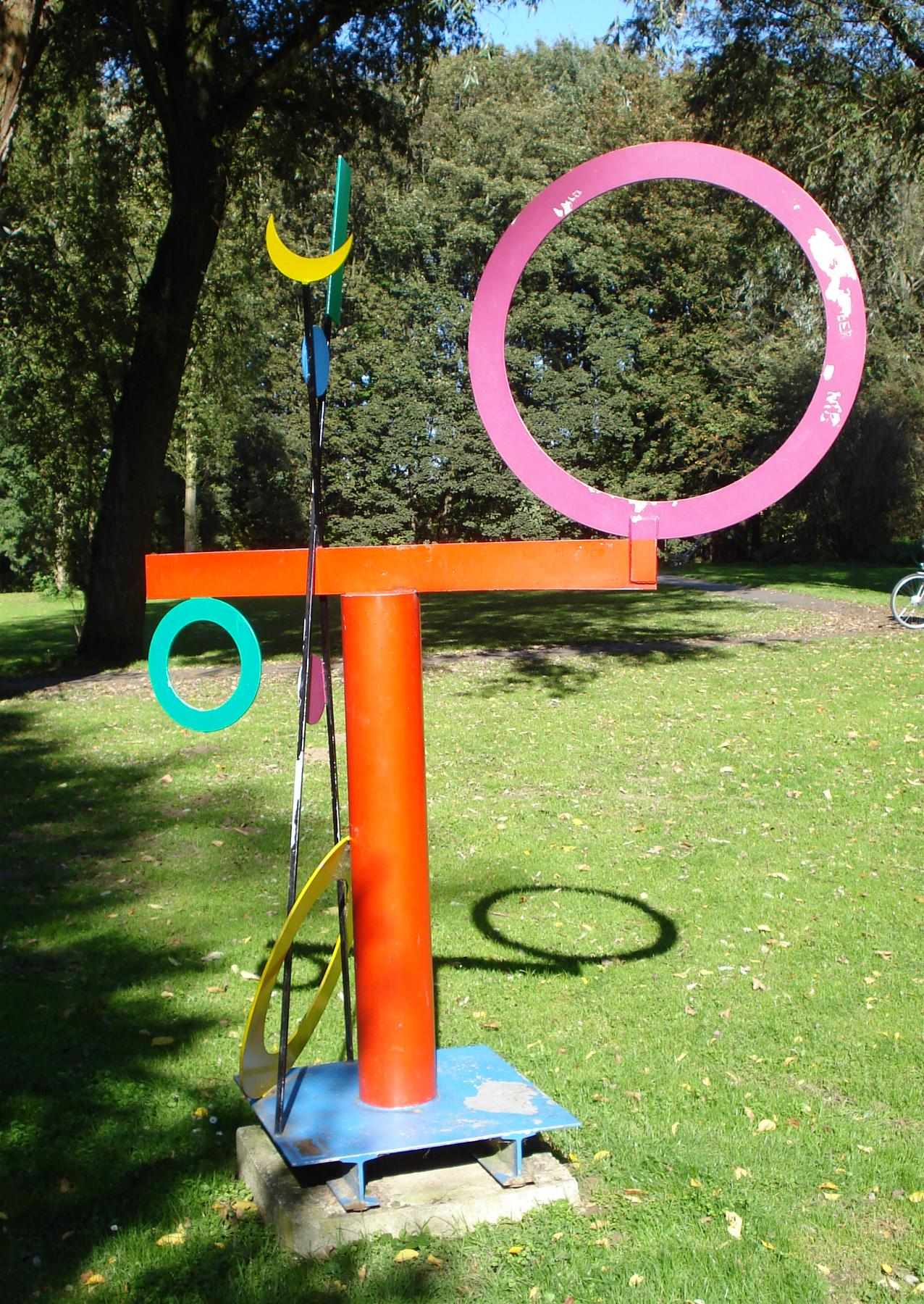
Tegenstrijdige meningen (1998), Zwijndrecht

James Benbow Bullock (Saint Louis, 6 februari 1929 – 12 maart 2010) was een Amerikaanse beeldhouwer.

## Leven en werk
Bullock werd geboren in Saint Louis in de staat Missouri en studeerde economie aan de Wesleyan University in Middletown (Connecticut). Hij vervolgde zijn studie met een technische opleiding in San Francisco, waar hij onder andere een lasopleiding volgde aan het San Francisco Art Institute. Als beeldhouwer creëerde hij geometrisch-constructivistische sculpturen van brons, staal en aluminium, die hij vaak in primaire kleuren beschilderde.
Bullock was de initiatiefnemer van een gids voor beeldenparken, de International Directory of Sculpture Parks and Gardens. Wereldwijd bracht hij meer dan 600 beeldenparken in kaart.
De kunstenaar, die op 12 maart 2010 overleed, leefde en werkte in San Francisco en Vallejo (Californië). Zijn werk is te zien in vele beeldenparken in de Verenigde Staten, Europa en Japan.

## Werken (selectie)
- Upper Quadrant (1990), beeldenpark Europos Parkas in Vilnius
- Pillars of Hercules (1995) - een hommage aan Constantin Brâncuşis Endless Column in Târgu Jiu, Grounds for Sculpture in Hamilton (New Jersey)
- Tegenstrijdige meningen (1998), Beeldenpark Zwijndrecht in Zwijndrecht
- Heroic Encounter (2000)[3], Chicago Atheneum International Sculpture Park in Chicago
- Hubbles Constant (2001), I. Wolk Sculpture Gallery in Rutherford (Californië)
- Albedo (2003), Grounds for Sculpture * Ode to a Shark (2004), Oakland Museum of California in Oakland (Californië)
- Moongate (2004), Whitman College in Walla Walla (Washington)
- Shadow Generator, (2005)